# Joan Domènech Miró
Joan Domènech Miró (Reus 12-VII-1922 - Tarragona 14-IV-1980) va ser un metge i esportista català.
Fill del doctor Joan Domènech Mas i germà de l'advocat Manuel Domènech Miró, va estudiar Medicina a la Universitat de Barcelona, on es llicencià el 1948 i va especialitzar-se en otorrinolaringologia com el seu pare. El doctorat el va fer a Madrid, mentre treballava a l'Hospital de la Creu Roja. Va anar a residir a Tarragona, on va obrir un consultori. Va ser membre fundador de la Societat Espanyola d'Otorinolaringologia, i el 1962 entrà a l'Acadèmia de Ciències Mèdiques de Catalunya. Vinculat a l'esport per influència del seu pare, es va especialitzar en medicina esportiva. Aficionat a l'excursionisme, va practicar aquest esport per diferents països d'Europa i Àfrica, i també submarinisme. Va ser delegat provincial de la Federació Espanyola de Muntanyisme, president de l'Aero Club de Reus de 1958 a 1964, de la Reial Societat Arqueològica Tarraconense i de la Societat d'Exploracions Submarines que ell mateix havia fundat. Va organitzar, el 1964, a les comarques tarragonines, el Dia del Camí de Muntanya, que se celebra anualment, i que recupera antics camins, senyalitzant-los i elaborant mapes i guies. El 1970 va ser elegit president del Col·legi de Metges de Tarragona, càrrec que va mantenir fins a la mort. Tenia una Creu del Mèrit Naval i una medalla d'or del Consell Superior d'Esports.